# Tere Bin Laden
Tere Bin Laden (títol original en hindi तेरे बिन लादेन, literalment en català "Sense tu, Laden / El teu Laden / La teva (mare?), Laden" -és un joc de paraules-) és un film paròdic de Bollywood fet el 2010, produïda per Walkwater Media i escrita i dirigida per Abhishek Sharma. El protagonista, interpretat per l'estrella del pop pakistanesa, el cantant Ali Zafar, és un ambiciós jove periodista que, desesperat per no poder emigrar als Estats Units d'Amèrica, munta un fals vídeo d'Ossama bin Laden amb un pollaire del seu poble que s'hi assembla, i el ven als canals de televisió. El film és una paròdia d'Ossama bin Laden i una sàtira sobre la guerra contra el terror dels Estats Units. El film es va estrenar oficialment el 16 de juliol de 2010.

## Argument
Ali Hassan (Ali Zafar) és un periodista que treballa a Danka TV, una cadena de TV de poca categoria a Karachi, que voldria emigrar als Estats Units d'Amèrica per a fer carrera.
Quan aconsegueix la seva oportunitat de volar als Estats Units, la malaguanya. Durant el vol, mentre assaja la seva entrevista de feina, recita massa vegades les paraules "segrestar" i "bomba", i quan recull un ganivet que li ha caigut a l'hostessa el confonen amb un terrorista i el deporten immediatament. Les seves successives peticions de visat li són denegades.
Mentre cobreixen la notícia d'una celebració local per al seu canal de TV, descobreix Noora, un criador de pollastres que s'assembla força a Ossama bin Laden, i se li acut de muntar un vídeo fals d'Ossama. Convenç per participar el seu pla Gul, el seu càmera i ajudant, Zoya, la maquilladora del seu agent de viatges, i Quereshi, un locutor de ràdio capaç d'imitar veus i recitar en àrab. Aconsegueix fer el vídeo enganyant Noora fent-lo posar com bin Laden fent-lo creure que parla dels seus pollastres. Llavors, ven el vídeo a l'amo del seu canal de TV, amb la idea d'aconseguir prou diners per a poder-se fer una nova identitat i un passaport fals per tornar a intentar aconseguir el visat per entrar als Estats Units. Però el govern dels Estats Units es pren el vídeo seriosament i envia els seus agents per localitzar bin Laden, alhora que implica els serveis secrets pakistanesos. Una sèrie d'incidents còmics se succeeixen mentre el grup protagonista intenta fugir de les autoritats que els encalcen.

## Repartiment
- Ali Zafar: Ali Hassan
- Pradhuman Singh: Noora / Ossama bin Laden
- Sugandha Garg: Zoya
- Nikhil Ratnaparkhi: Gul
- Piyush Mishra: Majeed
- Rahul Singh: Qureishi
- Seema Bhargav: Shabbo
- Barry John: Ted
- Chirag Vohra: Lateef
- Chinmay Mandlekar: Usmaan
- Rajendra Sethi: Jamal Bhai, agent de viatges
- Harry Josh: guarda de seguretat
- Masood Akhtar: Rahim Yaar Khan

## Polèmiques
La censura del Pakistan va prohibir la pel·lícula argumentant que donaria un pretext per a atacs terroristes.